# John Scalish
John T. Scalish, auch bekannt als John Scalise (* 18. September 1912; † 26. Mai 1976 in USA), war ein Mobster der Cosa Nostra, mit der bis heute längsten Amtszeit als Boss von Clevelands Mafia, die heute den Namen seines Nachfolgers Licavoli-Familie trägt.

## Leben
John Scalish war mit Abstand der am längsten regierende Mafia-Boss von Cleveland. Er übernahm die Kontrolle der Familie im Jahr 1944 und blieb bis zu seinem Tod im Jahr 1976, für 32 Jahre der Chef. Während dieser Zeit entwickelte die Familie gute Verbindungen zu wichtigen Unterwelt-Figuren wie Alex "Shondor" Birns, Moe „Mr. Las Vegals“ Dalitz, Meyer Lansky und Tony Accardo. Sie wurden enge Geschäftspartner des Chicago Outfits und der Genovese-Familie und erweiterten ihren Einfluss in den gesamten mittleren Westen, sowie Kalifornien, Florida und Las Vegas.
Wie viele Mafia-Bosse war auch Scalish stark involviert im Casino-skimming in Las Vegas, als von der Mafia heimlich Gelder aus Casinos wie dem „Stardust“ und „Desert Inn“ abgeschöpft wurden.
Schon ab 1930 findet man in seinem Vorstrafenregister Festnahmen wegen Einbruchs und Raub. Scalish war auch sehr stark an der Gewerkschaftskorruption in Cleveland beteiligt.
In den 1950er Jahren erreichte die Familie ihren Höhepunkt mit der Größe von etwa 60 „Made“-Members und mehrmal so viel assoziierte.
1957 nahm auch Scalish, neben 100 weiteren Mafiosi aus dem ganzen Land, an dem berühmten Apalachin-Meeting teil und hatte zeitweilig auch einen Sitz in der amerikanischen Mafia-Kommission, die alle Familien des Landes kontrollierte, bzw. beaufsichtigte.
Durch ihn hatte Clevelands Mafia eine beachtlich lange Zeit der Stabilität und Gewalttätigkeiten konnten auf ein Minimum reduziert werden, so dass die Familie ohne unnötige Aufmerksamkeit durch Gewalt, ihren Einfluss und ihr Vermögen im Verborgenen erweitern konnte. Ebenso verknüpfte er die Geschäftsbeziehungen zwischen italienischen und jüdischen Mobstern um die Aktivitäten seiner Familie erweitern zu können.
Am 26. Mai 1976 starb John Scalish während einer Herzoperation, während nur enge Verwandte anwesend waren. Er starb, wie er gelebt hatte – leise, ohne großes Aufsehen. Nach seinem Tod wurde entschieden, dass James „Jack White“ Licavoli die Führung der Familie übernimmt, unter dessen Herrschaft ein langandauernder und extrem gewalttätiger Krieg um Clevelands Unterwelt gegen den irischen Mobster Danny Greene geführt wurde.

## Filme und Dokumentationen
- 2011: Bulletproof Gangster (OT: Kill the Irishman); Film über Danny Greene und dessen Konflikte mit u. a. der Mafia in Cleveland, bzw. der Licavoli-Familie und der Gambino-Familie aus New York.